# Steigerwald
Steigerwald – wyżyna Średniogórza Niemieckiego w bawarsko - frankońskiej części Wyżyny Meńsko-Neckarskiej w połowie drogi między Würzburgiem a Norymbergą na granicy Dolnej i Środkowej Frankonii. Najwyższym wzniesieniem jest Scheinberg (498,5 m n.p.m.). Kontynuacją Steigerwaldu na północ, po prawej stronie Menu jest Haßberge, a na południe, południowy zachód Frankenhöhe. Region jest chroniony w ramach parku krajobrazowego (niem. Naturpark Steigerwald) o powierzchni 1280 km².